# (8098) Miyamotoatsushi
(8098) Miyamotoatsushi (1993 SH2) – planetoida z pasa głównego asteroid okrążająca Słońce w ciągu 3,8 lat w średniej odległości 2,43 au. Odkryta 19 września 1993 roku.